# You're a Big Girl Now
"You're a Big Girl Now" es una canción del músico estadounidense Bob Dylan publicada en el álbum de estudio de 1975 Blood on the Tracks. 
El verso "Love is so simple, to quote a phrase" (lo cual puede traducirse al español como " El amor es tan sencillo, por citar un tópico") hace referencia al título de la canción de The Dells "Love Is So Simple".

## Versiones
"You're a Big Girl Now" fue versionada por Lloyd Cole en su álbum de estudio ETC.